# Saint-Jean-de-Beugné
Saint-Jean-de-Beugné és un municipi francès situat al departament de Vendée i a la regió de País del Loira. L'any 2007 tenia 541 habitants.

## Demografia

### Població
El 2007 la població de fet de Saint-Jean-de-Beugné era de 541 persones. Hi havia 206 famílies de les quals 48 eren unipersonals (39 homes vivint sols i 9 dones vivint soles), 64 parelles sense fills, 77 parelles amb fills i 17 famílies monoparentals amb fills.
La població ha evolucionat segons el següent gràfic:
Habitants censats

### Habitatges
El 2007 hi havia 255 habitatges, 213 eren l'habitatge principal de la família, 32 eren segones residències i 10 estaven desocupats. 248 eren cases i 2 eren apartaments. Dels 213 habitatges principals, 159 estaven ocupats pels seus propietaris, 52 estaven llogats i ocupats pels llogaters i 1 estava cedit a títol gratuït; 3 tenien una cambra, 11 en tenien dues, 34 en tenien tres, 57 en tenien quatre i 108 en tenien cinc o més. 186 habitatges disposaven pel capbaix d'una plaça de pàrquing. A 92 habitatges hi havia un automòbil i a 101 n'hi havia dos o més.

### Piràmide de població
La piràmide de població per edats i sexe el 2009 era:
| Homes | Edats   | Dones |
| ----- | ------- | ----- |
| 0     | 95 o +  | 0     |
| 0     | 90 a 94 | 0     |
| 0     | 85 a 89 | 0     |
| 4     | 80 a 84 | 0     |
| 8     | 75 a 79 | 12    |
| 8     | 70 a 74 | 8     |
| 16    | 65 a 69 | 12    |
| 8     | 60 a 64 | 8     |
| 12    | 55 a 59 | 12    |
| 20    | 50 a 54 | 24    |
| 20    | 45 a 49 | 12    |
| 24    | 40 a 44 | 16    |
| 16    | 35 a 39 | 12    |
| 4     | 30 a 34 | 16    |
| 16    | 25 a 29 | 8     |
| 12    | 20 a 24 | 12    |
| 24    | 15 a 19 | 20    |
| 24    | 10 a 14 | 4     |
| 16    | 5 a 9   | 12    |
| 0     | 0 a 4   | 8     |

## Economia
El 2007 la població en edat de treballar era de 357 persones, 291 eren actives i 66 eren inactives. De les 291 persones actives 267 estaven ocupades (150 homes i 117 dones) i 24 estaven aturades (6 homes i 18 dones). De les 66 persones inactives 22 estaven jubilades, 25 estaven estudiant i 19 estaven classificades com a «altres inactius».

### Ingressos
El 2009 a Saint-Jean-de-Beugné hi havia 218 unitats fiscals que integraven 571 persones, la mediana anual d'ingressos fiscals per persona era de 15.804 €.

### Activitats econòmiques
Dels 27 establiments que hi havia el 2007, 3 eren d'empreses alimentàries, 1 d'una empresa de fabricació d'altres productes industrials, 5 d'empreses de construcció, 7 d'empreses de comerç i reparació d'automòbils, 3 d'empreses de transport, 1 d'una empresa d'hostatgeria i restauració, 2 d'empreses financeres, 2 d'empreses de serveis i 3 d'entitats de l'administració pública.
Dels 8 establiments de servei als particulars que hi havia el 2009, 2 eren tallers de reparació d'automòbils i de material agrícola, 1 paleta, 1 guixaire pintor, 1 fusteria, 1 lampisteria, 1 electricista i 1 restaurant.
Els 2 establiments comercials que hi havia el 2009 eren fleques.
L'any 2000 a Saint-Jean-de-Beugné hi havia 10 explotacions agrícoles que ocupaven un total de 1.070 hectàrees.

## Equipaments sanitaris i escolars
El 2009 hi havia una escola elemental.

## Poblacions més properes
El següent diagrama mostra les poblacions més properes.